# Дети Ивана V
Дети Ивана V и Прасковьи Салтыковой —  поколение русских царевен, по очерёдности предшествующее дочерям Петра I (половина которых была рождена вне брака, или же получили уже императорский титул «цесаревна» и «великая княжна»).
В семье царя родилось 5 дочерей, 3 из которых выжили.

## Мария
Царевна Мария Ивановна (21 (31) марта 1689, Москва — 13 (23) февраля 1692, Москва) — старшая дочь Ивана V и Прасковьи Салтыковой.
Крещена 25 марта 1689 года в Чудовом монастыре патриархом Иоакимом, крёстными были дядя царевны Пётр I и двоюродная бабушка царевна Татьяна Михайловна. Получила традиционное для Романовых имя «Мария».

Кафтанчик из струйной объяри с золотым и серебряным шитьём из погребения Марии Ивановны

Умерла, немного не дожив до трёх лет. Была похоронена в северо-западном углу Вознесенского собора в Вознесенском монастыре Московского Кремля рядом со своей сестрой Феодосией. В 1929 году останки Марии вместе с останками других женщин царского рода перед сносом Вознесенского собора были перенесены в подклет Архангельского собора.

Эпитафия на белокаменной плите гласит: «Лета 7200 февраля 13 с пятницы на субботу в 6 часу нощи преставися благоверного великого государя и великого князя Иоанна Алексеевича всея Великия и Малыя и Белыя России самодержца дщерь благоверная государыня царевна и великая княжна Мария Иоанновна и погребена на сем месте февраля в 14 день».

Погребение Марии Ивановны представляет интерес с точки зрения хорошо сохранившейся детской одежды конца XVII века. Девочка покоится в массивном саркофаге-ящике, внутри которого стоял деревянный гроб с двускатной крышкой. Прекрасно сохранилась одежда младенца, особенно верхний кафтанчик из струйной объяри, обшитый по вороту, бортам и подолу золотым и серебряным кружевом. Сохранились фрагменты нижней рубашки со множеством медных позолоченных пуговок и золотым и серебряным кружевом на подоле и рукавах.
Сохранился также налобный венчик царевны с шитой надписью: «Святый Боже, святый крепкий, святый бессмертный, помилуй нас».

## Феодосия
Царевна Феодосия Ивановна (4 (14) июня 1690, Москва — 12 (22) мая 1691, там же) — вторая дочь царя Ивана V.
Получила имя «Феодосия» в честь своей тётки царевны Феодосии Алексеевны, унаследовавшей имя из семьи Стрешневых.
В Третьяковской галерее хранится её мерная икона — «Святая Феодосия» (1690), худ. Кирилл Уланов.
Умерла во младенчестве, немного не дожив до одного года. Была похоронена в северо-западном углу Вознесенского собора в Вознесенском монастыре Московского Кремля рядом со своей сестрой Марией. В 1929 году останки вместе с останками других женщин царского рода перед сносом Вознесенского собора были перенесены в подклет Архангельского собора.

Надпись на надгробии гласит: «Лета 7199 году майя во 12 день на память иже во святых отец наших Епифания и Германа во вторник в пятом часу дня преставися раба божия благовернаго государя царя и великого князя Иоанна Алексеевича всея великия и малыя и белыя России самодержца и благоверные великия государыни царицы и великия княгини Параскевы Феодоровны дщерь Феодосия Иоанновна…»

Надпись на крышке саркофага повторяет её: «Лета 7199 майя в 12 ден во вторник в пятом часу дня на память святых отец Епифания Ермона преставис благовернаго государя царя и великого князя Иоанна Алексеевича всея великия и малыя и белыя Росии самодержца и благоверные государыни царицы и великие княгини Параскевы Феодоровны дщерь благоверная государыня царевна и великая княжна Феодосия Иоанновна и погребена майя в 13 день».
Сохранилось блюдо, которое ставилось на её могилу.

## Екатерина

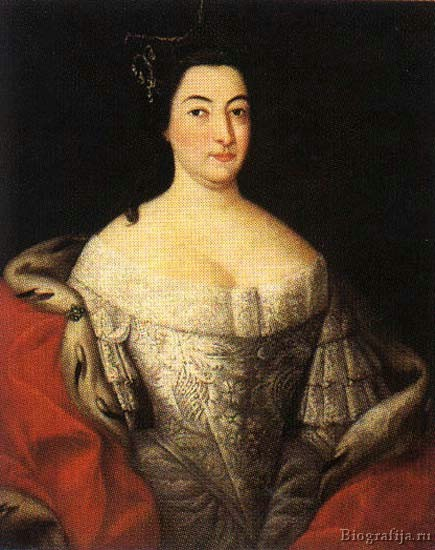
Екатерина

Царевна Екатерина Иоанновна (29 октября (8 ноября) 1691, Москва — 14 (25) июня 1733, Санкт-Петербург) — третья дочь Ивана V, старший выживший ребёнок.
Второй в роду получила имя «Екатерина» — в честь тётки по отцу царевны Екатерины Алексеевны.
В рамках новой династической политики Петра I стала первой русской царевной, выданной замуж, причём за границу. Была замужем за герцогом Карлом Леопольдом Мекленбург-Шверинским (1678—1747), их дочь Анна Леопольдовна была матерью императора Ивана VI Антоновича, номинально царствовавшего в 1740—1741.
Скончалась на 42-м году жизни, похоронена рядом с матерью в Александро-Невской лавре (Благовещенская церковь Александро-Невской лавры).

## Анна

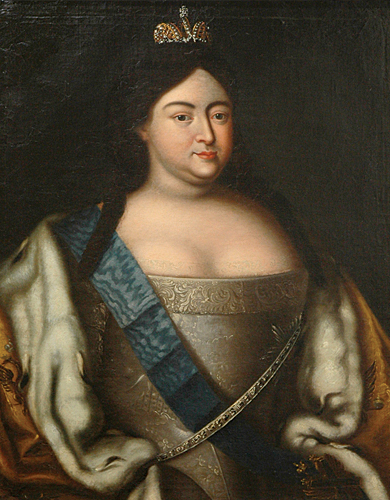
Анна

Царевна Анна Иоанновна (28 января (7 февраля) 1693 — 17 (28) октября 1740) — четвёртая дочь Ивана V, вторая выжившая. Императрица Российской империи в 1730—1740.
Получила родовое имя «Анна» в честь тётки царевны Анны Алексеевны. Выдана замуж за границу, её мужем стал Фридрих Вильгельм (герцог Курляндский). Осталась бездетной.
Скончалась на 48-году жизни, была похоронена в Петропавловском соборе в Петербурге.

## Прасковья

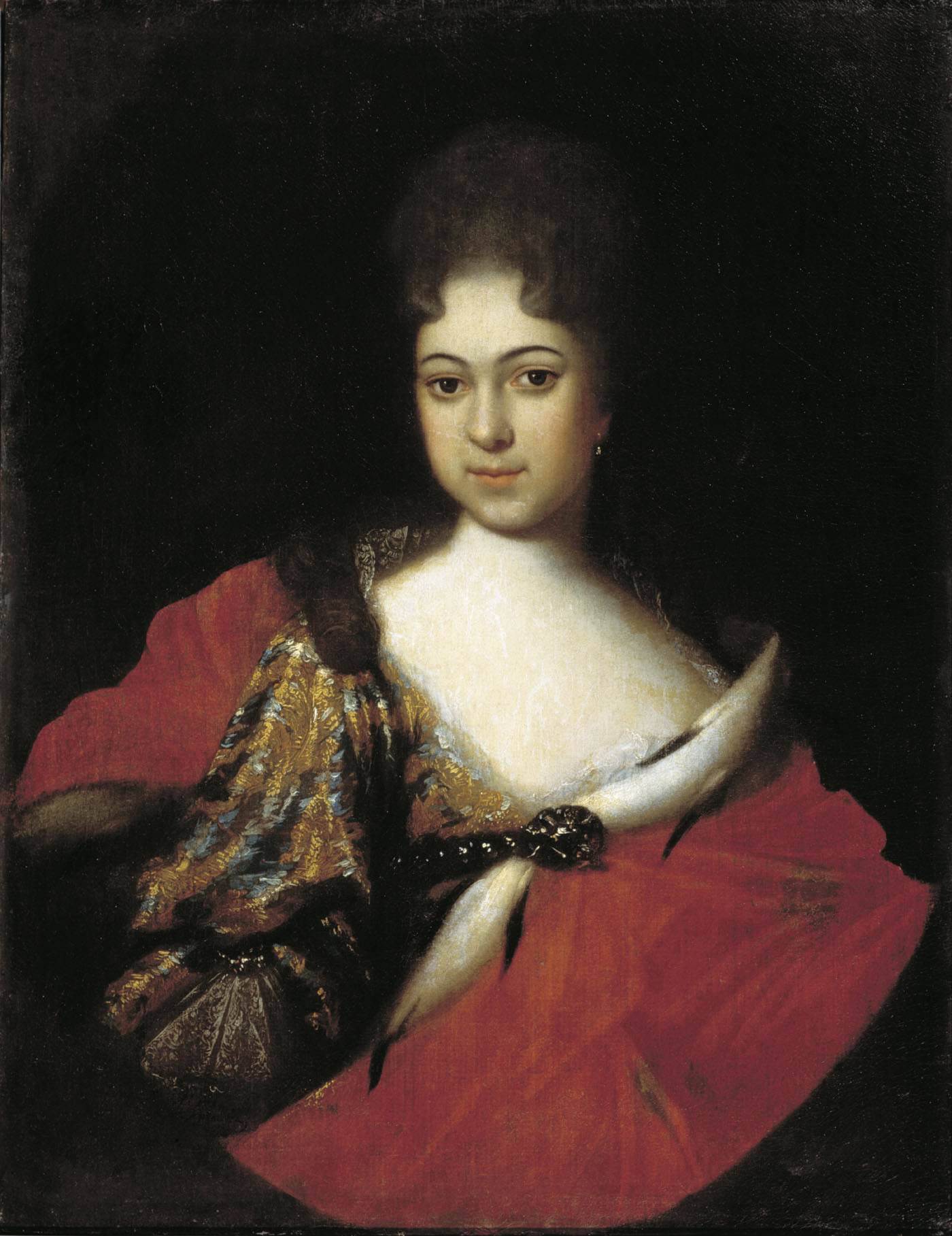
Прасковья

Царевна Прасковья Иоанновна (24 сентября (4 октября) 1694 — 8 (19) октября 1731) — пятая дочь Ивана V, третья выжившая.
Получила имя «Прасковья» в честь своей матери.
Была замужем за генерал-аншефом Иваном Ильичом Старшим Дмитриевым-Мамоновым (1680—1730), происходящим из древнего русского рода Рюриковичей, утратившего княжеский титул. Это был первый и на долгое время единственный неравнородный брак Романовых (не считая Марты Скавронской).
Скончалась в 37 лет, погребена в Вознесенском монастыре в Москве.